# Finatis
Finatis — французская инвестиционная группа. Основным активом является розничная сеть Groupe Casino, работающая во Франции, Бразилии, Колумбии, Аргентине и Уругвае. Также владеет сетью магазинов спорттоваров Groupe Go Sport (Франция и Польша) и рядом объектов недвижимости. Компания была основана в 1971 году, штаб-квартира расположена в Париже.

## Деятельность
В 2022 году розничная сеть компании насчитывала 12,4 тыс. торговых точек, включая гипермаркеты, супермаркеты и магазины у дома. Основные рынки — Франция, Бразилия и Колумбия. На розничном рынке Франции компания занимала 7-е место, 2-е в Бразилии и 1-е в Колумбии.
Подразделения по состоянию на 2022 год:
- розница во Франции — гипермаркеты Géant Casino и Casino Hyper Frais; супермаркеты Monoprix, Naturalia, Casino Supermarchés; магазины у дома Franprix, le Petit Casino, Vival, Spar; оборот 14,2 млрд евро;
- электронная коммерция (Cdiscount) — оборот 3,5 млрд евро;
- розница в Латинской Америке — гипермаркеты Assaí, Extra, Éxito, Surtimayorista; супермаркеты Pão de Açúcar, Carulla; магазины у дома Carulla Express, Minuto Pão; оборот 17,8 млрд евро.

В списке крупнейших публичных компаний мира Forbes Global 2000 за 2023 год Finatis заняла 1155-е место.